# Marienkapelle (Wettingen)

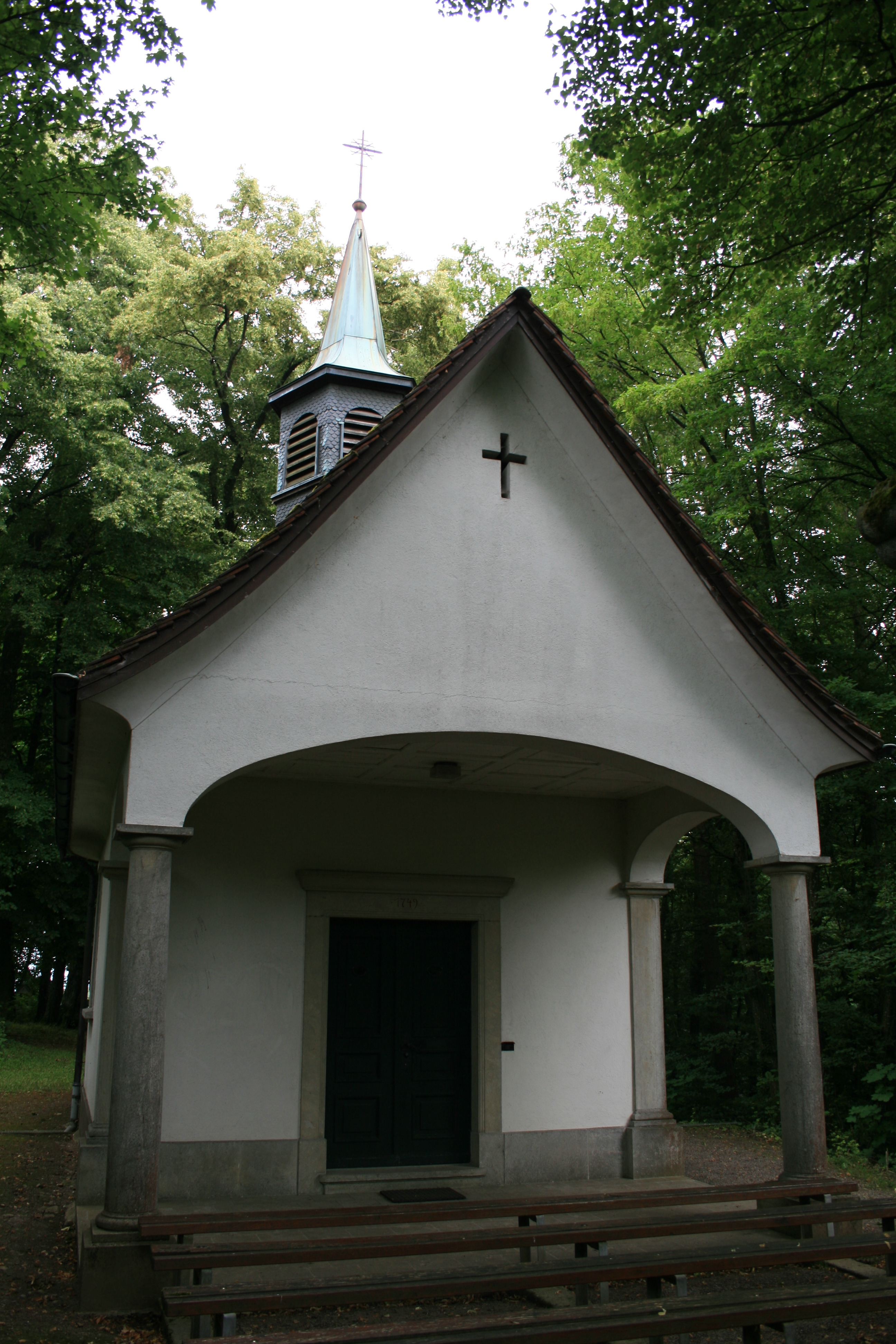
Die Marienkapelle auf dem Sulperg

Die Marienkapelle von Wettingen ist eine um das Jahr 1749 erbaute Kapelle auf dem Sulperg.

## Geschichte
Bereits im Jahre 1738 plante der Wettinger Klosterbaumeister Bartholomäus Würsch eine Kapelle zu erbauen. Dazu kaufte er am 13. März 1738 für 15 Gulden vom Kloster ein Stück Land auf dem Sulperg. Dazu kam es jedoch zunächst nicht und das Land ging als Erbe an die Brüder Franz und Sebastian Bürgler über, die testamentarisch zur Errichtung einer Kapelle auf dem geerbten Land verpflichtet waren. Mit Unterstützung von Abt und Konvent des Klosters Wettingen ist die Marienkapelle schliesslich um das Jahr 1749 erbaut worden. Da ihr Unterhalt mit der Zeit vernachlässigt wurde, war 1836 eine Renovation nötig, die vom Kloster bezahlt wurde. Auf Initiative des Klosters wurde die Kapelle mit einem Altar und einem Marienbild ausgestattet. Im Jahre 1851 wurde in Fronarbeit ein gut begehbarer Weg zur Kapelle errichtet, da sie häufig aufgesucht wurde und jeweils am 15. August eine Prozession stattfand.